# Caio Pumputis
Caio Rodrigues Pumputis (San Paolo, 8 gennaio 1999) è un nuotatore brasiliano, specializzato negli stili rana e misti.

## Biografia
La sua squadra di club è l'Esporte Clube Pinheiros. A livello collegiale compete per il Georgia Tech Yellow Jackets.
Il 28 agosto 2018, al Trofeo José Finkel (competizione in vasca corta), ha battuto il record sudamericano nei 100 m misti, con un tempo di 51"83.
Ai mondiali in vasca corta di Hangzhou 2018 ha ottenuto le sue prime finali iridate, terminando al 5° nei 200 metri misti e 8° nei 100 metri misti. Nei 200 metri rana ha concluso al 14º posto.
Ai mondiali di Gwangju 2019 è arrivato 23° nei 200 metri misti ed è stato squalificato nei 200 metri rana.
Ai Giochi panamericani di Lima 2019, nonostante abbia gareggiato con un infortunio all'inguine che ha condizionato in modo significativo le sue prestazioni, ha vinto una medaglia d'argento nei 200 metri misti ed ha concluso all'11º posto nei 200 metri rana.
Ha rappresentato il Brasile ai Giochi olimpici estivi di Tokyo 2020 dove si è piazzato 34º nei 100 metri rana e 19º nei 200 metri misti.
Ai mondiali di Budapest 2022 si è classificato 19º nei 200 metri rana, mentre nei 200 metri misti ha riportato una squalifica. 
Ai mondiali in vasca corta di Budapest del 2024 vince la medaglia di bronzo nei 100 metri misti.

## Palmarès
- Mondiali in vasca corta

Budapest 2024: bronzo nei 100m misti.
- Giochi panamericani

Lima 2019: argento nei 200m misti.
- Giochi sudamericani

Asuncion 2022: oro nei 200m dorso e argento nei 200m rana.